# 1706 Діквосс
1706 Діквосс (1706 Dieckvoss) — астероїд головного поясу, відкритий 5 жовтня 1931 року.
Тіссеранів параметр щодо Юпітера — 3,717.